# 朱厚炣
临漳康端王朱厚炣（1489年—1530年6月21日），明朝临漳荣和王朱见淔孙，镇国将军朱祐杙庶次子。

## 生平
弘治六年（1493年）五月赐名。
弘治十二年（1499年）五月，按制度赐朱厚炣辅国将军誥命冠服。
弘治十八年（1505年），朱祐杙去世。正德十一年（1516年）九月，朱见淔去世。
正德十六年（1521年）八月，朱厚炣受册袭封为临漳王。朱祐杙因此被追封为临漳悼怀王。
嘉靖九年（1530年）五月，朱厚炣去世，谥康端。
嘉靖十六年（1537年）十二月，朱厚炣的庶长子朱載受册袭封临漳王。

## 评价
- 《弇山堂别集》卷073：温良好樂，守禮執義。